# Kaleem Sana
Kaleem Sana Rehman (* 1. Januar 1994 in Rawalpindi, Pakistan) ist ein pakistanischer Cricketspieler, der seit 2022 für die kanadische Nationalmannschaft spielt.

## Kindheit und Ausbildung
Sana war Teil der pakistanischen Vertretung beim ICC U19-Cricket-Weltmeisterschaft 2010.

## Aktive Karriere
Sana gab sein First-Class-Debüt für Pakistan Costums in der Quaid-e-Azam Trophy 2008/09. Nachdem er dort nicht den Durchbruch geschafft hatte, zog er nach Kanada. Sein Twenty20-Debüt für die kanadische Nationalmannschaft gab er im Februar 2022 beim ICC Men’s T20 World Cup Global Qualifier Group A 2022 gegen die Philippinen. Im März 2023 folgte sein ODI-Debüt beim ICC Cricket World Cup Qualifier Play-off 2023 gegen Jersey. Bei dem Turnier gelangen ihm 3 Wickets für 14 Runs gegen die Vereinigten Staaten. In der Amerika-Qualifikation für den Twenty20 World Cup erreichte er im November 2023 gegen Bermuda erst vier (4/23) und dann drei (3/4) Wickets, sowie gegen die Cayman Islands ebenfalls vier Wickets (4/18). Im Februar 2024 gelangen ihm bei einem Drei-Nationen-Turnier in den Vereinigten Arabischen Emiraten gegen den Gastgeber vier Wickets (4/42). Kurz darauf wurde er für den Kader für den ICC Men’s T20 World Cup 2024 nominiert.